# The London Howlin' Wolf Sessions
The London Howlin' Wolf Sessions è un album del cantante rhythm and blues Howlin' Wolf, pubblicato nell'estate del 1971 da Chess Records con numero di catalogo CH 600008. Si colloca tra i primi album blues "super session", mettendo una leggenda del blues a confronto con famosi musicisti della seconda generazione come Eric Clapton, Steve Winwood, Charlie Watts e Bill Wyman.

## Storia
Contattato dal produttore della Chess Records Norman Dayron, Eric Clapton assicurò la partecipazione della sezione ritmica dei Rolling Stones, il pianista Ian Stewart, il bassista Bill Wyman e il batterista Charlie Watts; altri musicisti, come il diciannovenne armonicista prodigio Jeffrey Carp, vennero ingaggiati da Dayron. Le sessioni di registrazione, effettuate a Londra per conciliarle con gli impegni di Clapton, ebbero luogo dal 2 al 7 maggio 1970 agli Olympic Studios.
Il primo giorno delle registrazioni Watts e Wyman non erano disponibili. Molti si presentarono per sostituirli, ma fu pubblicato solo il materiale con Klaus Voormann e Ringo Starr.
Ulteriori sovraincisioni vennero eseguite agli studi Chess di Chicago, con i musicisti della casa discografica Lafayette Leake al pianoforte e Phil Upchurch al basso, oltre alla sezione fiati dei 43rd Street Snipers (la band di Jeffrey Carp) composta da Jordan Sandke, Dennis Lansing e Joe Miller. Diede il suo contributo anche l'ex-tastierista dei Blind Faith, Steve Winwood, che si trovava in tour negli Stati Uniti; benché abbia suonato in cinque sole tracce, il suo nome figura sulla copertina sotto quello di Howlin' Wolf, insieme a Clapton, Wyman e Watts.
Il 4 marzo del 2003 la Universal, che detiene il catalogo Chess, ha pubblicato un doppio cd in edizione Deluxe della London Session. Nel primo disco sono presenti 3 bonus track, già presenti in London Revisited, collaborazione con Muddy Waters, del 1974 (Chess 60026). Il secondo contiene materiale tagliato in fase di produzione o con missaggi diversi.

## Tracce e musicisti
Tutte le tracce sono state scritte da Chester Burnett tranne dove diversamente indicato

### Lato 1
1. "Rockin' Daddy" - 3:43 (registrazione del 4 maggio 1970)
  - Howlin' Wolf - voce; Hubert Sumlin, Eric Clapton - chitarre elettriche; Ian Stewart - pianoforte; Phil Upchurch - basso; Charlie Watts - batteria.
2. "I Ain't Superstitious" (Willie Dixon) - 3:34 (registrazione del 2 maggio 1970)
  - Wolf - voce; Sumlin, Clapton - chitarre elettriche; Steve Winwood - pianoforte; Klaus Voormann - basso; Ringo Starr - batteria, Jordan Sandke - tromba; Dennis Lansing - sax tenore; Joe Miller - sax baritono; Bill Wyman - campanaccio.
3. "Sittin' On Top Of The World" - 3:51 Scritta dai Mississippi Sheiks, registrato a Shreveport, Louisiana, nel 1930. (registrazione del 6 maggio 1970)
  - Wolf - voce; Jeffrey Carp - armonica a bocca; Sumlin, Clapton - chitarre elettriche; Lafayette Leake - pianoforte; Wyman - basso; Watts - batteria.
4. "Worried About My Baby" - 2:55 (registrazione del 7 maggio 1970)
  - Wolf - voce, armonica; Sumlin, Clapton - chitarre elettriche; Leake - pianoforte; Wyman - basso; Watts - batteria.
5. "What A Woman!" (James Oden) - 3:02 (registrazione del 7 maggio 1970)
  - Wolf - voce; Carp - armonica; Sumlin, Clapton - chitarre elettriche; Winwood - organo; Wyman - basso; Watts - batteria.
6. "Poor Boy" - 3:04 (registrazione del 4 maggio 1970)
  - Wolf - voce; Carp - armonica; Sumlin, Clapton - chitarre elettriche; Winwood - pianoforte; Wyman - basso; Watts - batteria.

### Lato 2
1. "Built For Comfort" (Willie Dixon) - 2:08 (registrazione del 7 maggio 1970)
  - Wolf - voce; Sumlin, Clapton - chitarre elettriche; Stewart - pianoforte; Wyman - basso; Watts - batteria; Sandke - tromba; Lansing, Miller - sax
2. "Who's Been Talking?" - 3:02 (registrazione del 7 maggio 1970)
  - Wolf - voce, armonica; Sumlin, Clapton - chitarre elettriche; John Simon - pianoforte; Winwood - organo; Wyman - basso, shaker; Watts - batteria, conga, percussioni.
3. "The Red Rooster (Prove)" (registrazione del 7 maggio 1970)
  - Wolf - voce; chitarra; altri musicisti come sotto
4. "The Red Rooster" (Willie Dixon) - 5:54 (registrazione del 7 maggio 1970)
  - Wolf - voce; Sumlin, Clapton - chitarre elettriche; Leake - pianoforte; Wyman - basso; Watts - batteria.
5. "Do The Do" (Willie Dixon) - 2:18 (registrazione del 6 maggio 1970)
  - Wolf - voce; Sumlin, Clapton - chitarre elettriche; Stewart - pianoforte; Wyman - basso, campanaccio; Watts - batteria.
6. "Highway 49" (Joe Lee Williams) - 2:45 (registrazione del 6 maggio 1970)
  - Wolf - voce; Carp - armonica; Sumlin, Clapton - chitarre elettriche; Winwood - pianoforte; Wyman - basso; Watts - batteria.
7. "Wang Dang Doodle" (Willie Dixon) - 3:27 (registrazione del 4 maggio 1970)
  - Wolf - voce; Carp - armonica; Sumlin, Clapton - chitarre elettriche; Stewart - pianoforte; Wyman - basso; Watts - batteria.

### Deluxe Edition 2003 - Bonus tracks
1. "Goin' Down Slow" (James Oden) - 5:52 (registrazione del 2 maggio 1970)
  - Wolf - voce; Clapton - chitarra elettrica; Voormann - basso; Starr - batteria.
2. "Killing Floor" - 5:18 (registrazione del 7 maggio 1970)
  - Wolf - voce, chitarra elettrica; Clapton - chitarra elettrica; Wyman - basso; Watts - batteria.
3. "I Want To Have A Word With You" - 4:07 (registrazione del 2 maggio 1970)
  - Wolf - voce; Sumlin, Clapton - chitarre elettriche; Voormann - basso; Starr - batteria.

### Deluxe Edition 2003 - Disco 2
1. "Worried About My Baby" (prove) - 4:31 (registrazione del 7 maggio 1970)
  - Wolf - voce, armonica; Clapton - chitarra elettrica; Wyman - basso.
2. "The Red Rooster" (alternate mix) - 4:02 (registrazione del 7 maggio 1970)
  - Wolf - voce; Sumlin, Clapton - chitarre elettriche; Leake - pianoforte; Wyman - basso; Watts - batteria.
3. "What A Woman" (alternate take) - 5:10 (registrazione del 7 maggio 1970)
  - Wolf - voce; Carp - armonica; Sumlin, Clapton - chitarre elettriche; Stewart - pianoforte; Wyman - basso; Watts - batteria.
4. "Who's Been Talking" (alternate take con falsa partenza e dialoghi) - 5:51 (registrazione del 7 maggio 1970)
  - Wolf - voce, armonica; Sumlin, Clapton - chitarre elettriche; Stewart - pianoforte; Wyman - basso; Watts - batteria.
5. "Worried About My Baby" (alternate take) - 3:43 (registrazione del 7 maggio, 1970)
  - Wolf - voce, armonica; Sumlin, Clapton - chitarre elettriche; Stewart - pianoforte; Wyman - basso; Watts - batteria.
6. "I Ain't Superstitious" (alternate take) - 4:10 (registrazione del 2 maggio 1970)
  - Wolf - voce; Carp - armonica; Sumlin, Clapton - chitarre elettriche; Stewart - pianoforte; Voormann - basso; Starr - batteria.
7. "Highway 49" (alternate take) - 3:39 (registrazione del 6 maggio 1970)
  - Wolf - voce; Sumlin, Clapton - chitarre elettriche; Stewart - pianoforte; Wyman - basso; Watts - batteria.
8. "Do The Do" (extended alternate take) - 5:44 (registrazione del 6 maggio 1970)
  - Wolf - voce; Sumlin, Clapton - chitarre elettriche; Stewart - pianoforte; Wyman - basso, campanaccio; Watts - batteria.
9. "Poor Boy" (alternate lyrics mix) - 4:27 (registrazione del 4 maggio 1970)
  - Wolf - voce; Carp - armonica; Sumlin, Clapton - chitarre elettriche; Winwood - pianoforte; Wyman - basso; Watts - batteria.
10. "I Ain't Superstitious" (alternate mix) - 3:53 (registrazione del 2 maggio 1970)
  - Wolf - voce; Sumlin, Clapton - chitarre elettriche; Winwood - pianoforte; Voorman - basso; Starr - batteria, Sandke - tromba; Lansing, Miller - sax; Wyman - campanaccio.
11. "What A Woman" (alternate mix con organo sovrainciso) - 3:10 (registrazione del 7 maggio 1970)
  - Wolf - voce; Carp - armonica; Sumlin, Clapton - chitarre elettriche; Stewart - pianoforte; Winwood - organo; Wyman - basso; Watts - batteria.
12. "Rockin' Daddy" (alternate mix) - 3:58 (registrazione del 4 maggio 1970)
  - Wolf - voce; Sumlin, Clapton - chitarre elettriche; Stewart - pianoforte; Upchurch - basso; Watts - batteria.